# 胡毓坤

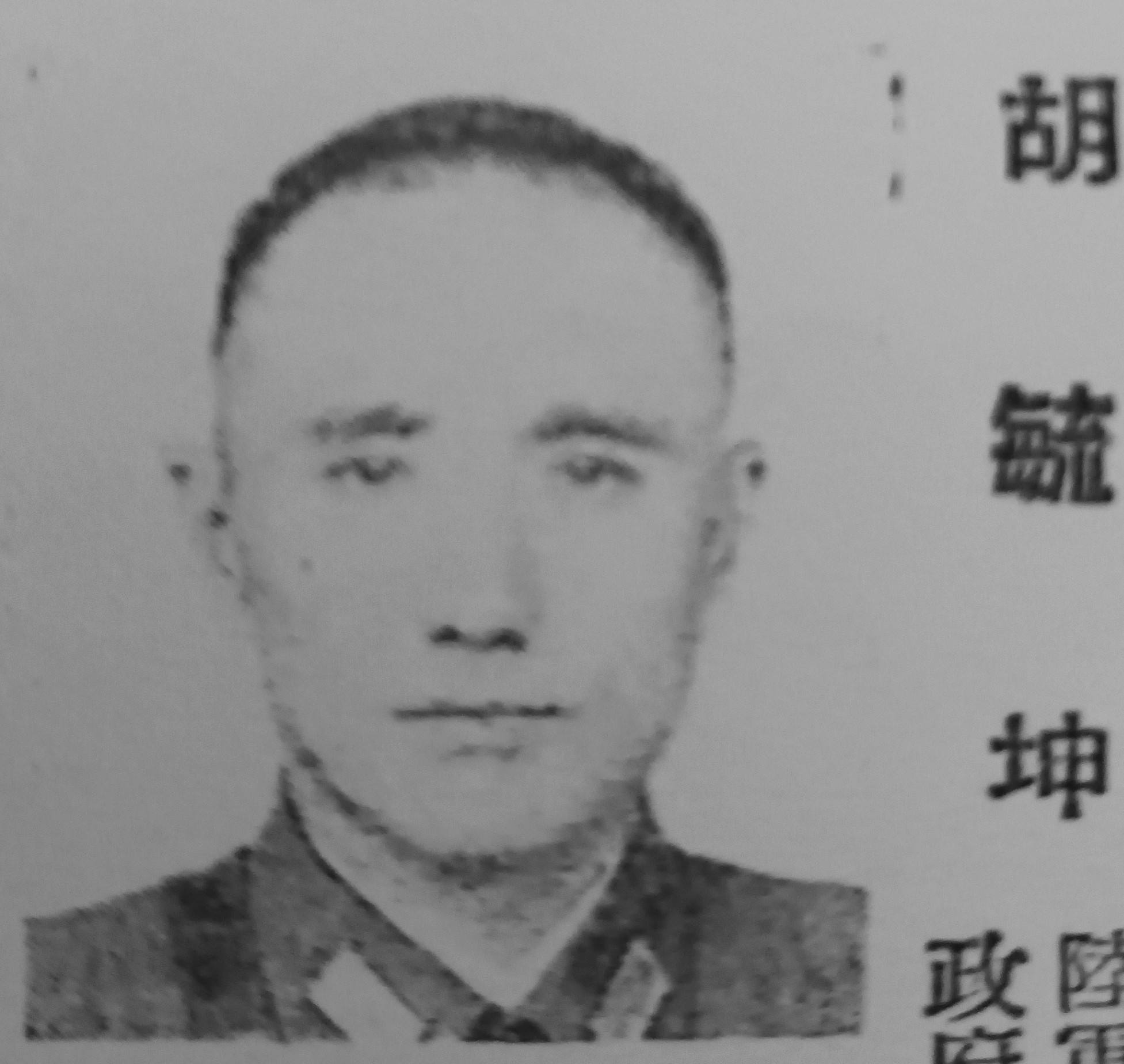

胡毓坤（1895年—1946年6月25日），字凌塵，遼寧海城人，中华民国军事将领。

## 生平
清朝光緒二十一年（1895年）出生于盛京奉天府海龙厅西流水杏树园（民初属奉天省东边道西安县，今为吉林省辽源市东辽县平岗镇）。1910年底入奉天陆军小学堂。1914年1月升入清河陆军预备学校第二期，1915年12月毕业后下部队任入伍生半年。1916年夏升入保定陆军军官学校第五期1925年1月所部扩编为暂编第1师（师长李景林）第2旅任旅长，7月9日北洋政府授陆军少将。1925年9月第2旅改编为直隶陆军第4混成旅任少将旅长。1927年5月19日张作霖升胡毓坤为第16军军长，并统一指挥荣臻第17军组成第16、17联合军，负责卫辉防线。
1928年11月3日張学良裁撤胡毓坤的第16军军部。1928年12月29日东北易帜，胡毓坤任东北边防军司令长官公署中将军事参议官。1929年8月，因張学良强行接收中東铁路，奉系和苏联发生紛争，8月15日张学良下达对苏联作战动员令，派兵六万进入北满，胡毓坤出任西路军上将总指挥，8月23日沈阳军事会议任命胡毓坤为防俄軍第2軍軍長，8月25日先行北上部署兵力。10月12日苏联红军向三江口的王树常的东路军发动攻击。11月7日（十月革命节），苏军在西路越过国境，猛攻驻防扎赉诺尔的韩光第的第17旅和驻守满洲里的梁忠甲第15旅。11月23日，苏军向胡毓坤集中三个旅固守的海拉尔发起进攻，胡毓坤部仅一天就溃散退往博克图。1930年1月20日防俄軍第2军军部撤消，胡毓坤改任上将军事参议官。因在中東路事件立下的戰功，與張學良等六人成为青天白日勳章首批受獎者并名列第三，同时获颁二等宝鼎章。
1930年（民国19年），中原大战后，胡毓坤参与张学良整编晋绥军、西北军等部，任河北省（河北省政府主席王树常）官产总处处长。1933年（民国22年）5月19日，任國民政府軍事委員會北平分會委員。1935年（民国24年）4月8日，国民政府叙任胡毓坤为陸軍中將。1935年12月11日，任冀察政務委員會（委员长宋哲元）委員。1935年12月26日任新成立的冀察绥靖公署委员。1936年7月9日被授予国民革命军北伐誓师十周年纪勋章。西安事变爆发后，胡毓坤通电表示支持张学良此举。1937年2月东北军瓦解后，胡毓坤辞去一切职务，在北平当寓公。
1939年（民国29年），在汪伪军委会委员鮑文樾、杨毓珣的引诱下，胡毓坤开始参加汪精卫的投靠日本、反对蒋介石的活動，到河南开封组织“中央绥靖委员会委员长（吴佩孚，未就任）开封行辕主任公署”任主任。1939年12月6日《盛京时报》晚刊第1版发表的《吴佩孚逝世》报道中称：“中国事变勃发后，(吴佩孚)见中央军大败，怀救国之念，受全国之重望，遂固出马之决意。本年一月三十一日，高举反共救国之口号，结成绥靖委员会，自为委员长，命心腹胡毓坤氏赴开封，结成绥靖军”。1940年（民国29年）3月30日，汪精卫政权建立，胡毓坤被任命为国民政府軍事委員会委員。1940年4月2日，所部改编为蘇豫边区绥靖总司令部，胡毓坤任总司令，张岚峰任副总司令，潘伯豪任参谋长，辖张岚峰、刘启雄、窦光电3个军。1941年7月，胡毓坤总部从开封移驻商丘。1942年12月改任豫皖苏鲁边区绥靖总司令。1943年10月5日，豫皖苏鲁边区绥靖总司令部奉命裁撤改设第二集团军（总司令张岚峰），调任国民政府軍事委員会特派駐華北委員。1943年10月10日获授陸軍上将。1944年3月22日到任就职军委会驻华北长官公署军务长官。1945年（民国34年）4月26日调南京任軍事委員会参謀总長兼任军委会驻华北长官公署军务长官。5月3日兼任新成立的軍令部部長、“治安委员会”副委员长参与维持南京治安。
抗日战争胜利后，1945年9月26日胡毓坤被蒋介石的国民政府军统人员逮捕，羁押在宁海路25号看守所。1946年（民国35年）5月24日，国民政府军事委员会军法执行总监部以漢奸罪判处死刑、剥夺公权终身、家产充公。6月25日在南京雨花台执行枪决，享年52岁。